# Енда Кенні
Енда Кенні (ірл. Éanna Ó Cionaoith, англ. Enda Kenny; нар. 24 квітня 1951, Каслбар, графство Мейо, Ірландія) — ірландський політик, Прем'єр-міністр Ірландії (2011–2017). Лідер партії Фіне Гел і лідер опозиції з 5 червня 2002 до 9 березня 2011 року, кандидат Фіне Гел в прем'єр-міністри Ірландії на парламентських виборах 2011 року. Старожил Дойл Ерен (постійно був депутатом з 1975 до 2020 року).

## Біографія
Навчався в Ірландському національному університеті Голуей і Педагогічному коледжі св. Патрика. Працював учителем молодших класів.
У 1954 році його батько Генрі Кенні (член партії Фіне Гел) був обраний до Дойл Ерен, з початку 1970-х Енда Кенні включився в політичну діяльність. У 1975 році Енда був обраний депутатом Дойл Ерен від округу Західний Мейо, змінивши свого померлого від раку батька. У парламенті Кенні, який став наймолодшим депутатом, був доповідачем у справах молоді та спорту та з розвитку Західної Ірландії. Був депутатом Дойл Ерен до 2020 року.
У 1986 році став державним міністром з питань молодіжної політики; обіймав цю посаду до поразки Фіне Гел на парламентських виборах 1987 року. 1994 року Кенні брав участь в переговорах зі створення нової урядової коаліції. У коаліційному уряді Кенні став міністром туризму й торгівлі. З липня по грудень 1996 року, коли Ірландія була країною-головою Ради ЄС, Кенні керував спільними діями в сфері торгівлі. З ініціативи Кенні в Дубліні було відновлено проведення парадів 17 березня, в День святого Патрика. Починаючи з виборів 1997 року, коли Фіне Гел зазнала поразки, був обраний від об'єднаного округу Мейо.
Після відставки Джона Братона з поста керівника Фіне Гел 2001 року Кенні брав участь у внутрішньопартійних виборах нового керівника. Лідером партії був обраний Майкл Нунан, який, проте, вже 2002 він вийшов у відставку після поразки партії на парламентських виборах. Новим керівником партії був обраний Кенні. Автоматично він очолив опозицію в Дойл Ерен. На місцевих виборах 2004 року партія виборола 468 місць у регіональних органах влади проти колишніх 436, а на виборах до Європарламенту — 5 місць проти колишніх 4. Улітку 2010 року його керівна посада була підтверджена, після того, як частина однопартійців висловила незгоду з проведеним ним курсом.
Після того, як 2010 року Ірландія була змушена взяти багатомільярдні кредити для підтримки стабільності економіки, Кенні заявив, що у разі обрання прем'єр-міністром буде домагатись перегляду умов кредиту. Перед парламентськими виборами 2011 року Кенна відмовився брати участь у теледебатах, хоча він вважався одним із основних претендентів на пост прем'єр-міністра. На думку його критиків[яких?], Кенні вважається слабким оратором і не найкращим лідером партії. Очікувалось також, що в разі свого обрання Кенні може запросити королеву Великої Британії Єлизавету II відвідати Ірландію, що могло стати першим візитом монарха Великої Британії до Ірландії від часу здобуття нею незалежності.
9 березня 2011 Кенні став новим прем'єр-міністром Ірландії. На його підтримку висловились 117 депутатів Дойл Ерен, проти нього проголосувало 27 депутатів. Його каденція закінчилась у червні 2017 року, на посаді його змінив Лео Варадкар.
Одружений від 1992 року, має трьох дітей.